# Zellerau

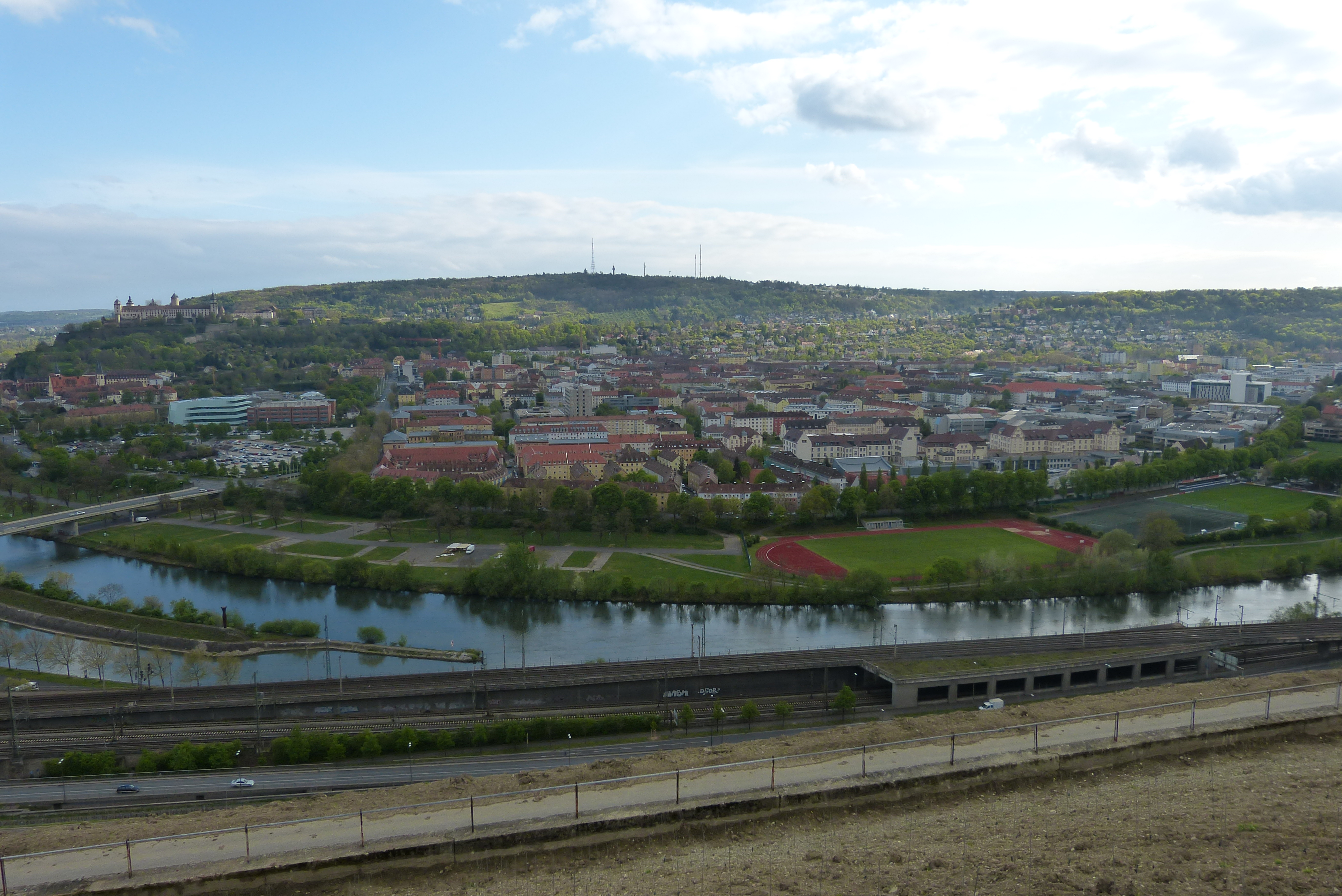
Blick vom Würzburger Stein auf Zellerau

Die Zellerau ist ein Stadtbezirk und gleichzeitig ein Stadtteil der kreisfreien Stadt Würzburg im bayerischen Regierungsbezirk Unterfranken.

## Geschichte
Auf dem Gebiet der Zellerau fand man die ältesten Spuren einer Siedlung in Würzburg. Reste einer Fliehburg auf dem Marienberg aus der Zeit ca. 1000 v. Chr. und eine wahrscheinlich über 4000 Jahre alte Steinaxt, sowie Fundstücke aus der Bronzezeit zeugen von einer menschlichen Ansiedlung. Bei der im Jahr 1899 stattfindenden Verlegung von Wasserrohren unter der Frankfurter Straße entdeckte man die ältesten Germanengräber in Würzburg aus den ersten Jahrzehnten nach Christus.
1133 wurde das Benediktinerkloster St. Jakob auf dem Schottenanger (heute Mainviertel) gegründet. 1250 folgte die Errichtung des Zisterzienserklosters Himmelspforten. Die Schönbornschen Befestigungen der Festung wurden nach dem Dreißigjährigen Krieg erbaut und trennten die innerhalb der Befestigung liegenden Siedlungen (heute: Mainviertel) von den weiter außen liegenden (heute: Zellerau).
1714 bis 1719 wurden im Norden der Zellerau drei landwirtschaftliche Gutshöfe (das Gut Moschee, das Gut Moskau und das Gut Talavera, welches zu Beginn des 19. Jahrhunderts zum Ausflugslokal umgestaltet wurde) erbaut. Bis 1927 wurden die Grundstücke dieser Güter von der Stadt Würzburg aufgekauft. An das Gutshaus Moschee angelehnt ist das heutige Domizil der Würzburger Werkstätten im Moscheeweg, welches 1935 das historische Gutshaus ersetzte. Das Gutshaus Moskau ist heute ein schlichtes Wohnhaus. Es trägt die Adresse Eiseneckstraße 7. Gutshaus Talavera ist heute das Gasthaus im Biergarten Talavera, welches 2013 nach langjähriger Renovierung fertiggestellt wurde.
Ein Wohnungsbau im größeren Umfang begann Ende des 19. Jahrhunderts, nach der 1870 erfolgten Öffnung der linksmainischen Befestigung am Zeller Tor, zunächst an der Frankfurter Straße.
Die Firma Koenig & Bauer nahm 1873 die dann bis 1901 benutzten Produktionshallen für Druckmaschinen auf dem heutigen Gelände von Aldi und Dehner in der Frankfurter Straße 141 wie auch den dahinterliegenden heutigen Gewerbeflächen in Betrieb, nachdem man ab 1851 den Gründungsstandort Kloster Oberzell aus Platzmangel Zug um Zug verlassen hatte.
1876 wurde die Königliche Brauerei (ab 1882 Brauhaus AG, ab 1934 die Aktiengesellschaft Würzburger Hofbräu) aus dem Mainviertel an die heutige Höchberger Straße verlegt und wurde, europaweit und ab 1887 auch in die USA exportierend, zum zweitgrößten Industriebetrieb der Zellerau. 1886 hatte sich als weiterer großer Arbeitgeber die Brauerei des später Würzburger Bürgerbräu genannten Unternehmens in der unteren Frankfurter Straße hinzugefügt. Als Zulieferer der Brauereien eröffnete 1901 in der Frankfurter Straße 81 die Malzfabrik Geys. Johann Rüttinger betrieb ab 1878 in der Weißenburgstraße eine Dampfwaschanstalt, 1887 Anton Boegler eine Verlagsdruckerei in der Frankfurter Straße und 1896 entstand die Möbelfabrik Fritz Seitz in der Frankfurter Straße 12.
1890 wurde die damals 7. Kompanie der Freiwilligen Feuerwehr Würzburg in der Zellerau gegründet, die heute noch als Löschzug 4 in der Daimlerstraße 10 anzutreffen ist. Waren Unterkunft und Gerätschaften zuerst noch sehr einfach, so stehen heute in dem neu umgebauten Feuerwehrhaus vier hochmoderne Feuerwehrfahrzeuge zur Verfügung; auch die übrige Technik genügt höchsten Ansprüchen.
Ab September 1900 wurde, die Zellerau mit der Altstadt und dem Hauptbahnhof verbindend, die elektrische Straßenbahn vom Abzweig Juliusspital kommend über die neu entstandene Luitpoldbrücke in heutiger Trassenführung bis zum Bürgerbräu und am 6. November 1900 weiter bis zum Kloster Oberzell geführt. Am 25. Mai 1927 wurde sie als wiederum zweite Würzburger Straßenbahnlinie neuerlich eröffnet.
Um 1900 hatte die Zellerau etwa 4300 (zivile) Einwohner in 1000 Haushalten. Nachdem 1900 und 1904 schon Schulbaracken entstanden, wurde 1909 mit dem Bau der 1910 eröffneten Volksschule Zellerauer Schule begonnen.
1904 begann das Bayerische Militär mit dem Bau einer Artilleriekaserne, dem heutigen Domizil der Bayerischen Bereitschaftspolizei. Bis 1910 entstanden dort, an der nach der Schlacht bei Weißenburg (1870) benannten Weißenburgstraße, weitere Kasernen. 1935 und 1936 wurden zwei weitere Kasernen eröffnet und somit das Kasernengebiet auf Kosten von Gärtnereien bis zum Kloster Himmelspforten ausgedehnt. Dies führte am 31. März 1945 noch zu einem Luftangriff auf die Zellerau. Die 50 Jahre später stattgefundene Demilitarisierung dieser Fläche ermöglichte einen bezüglich der Funktionsvielfalt weiteren Ausbau der Zellerau. Heute befinden sich auf den ehemaligen Kasernengeländen u. a. das Friedrich-Koenig-Gymnasium sowie ein städtisches Jugendzentrum.

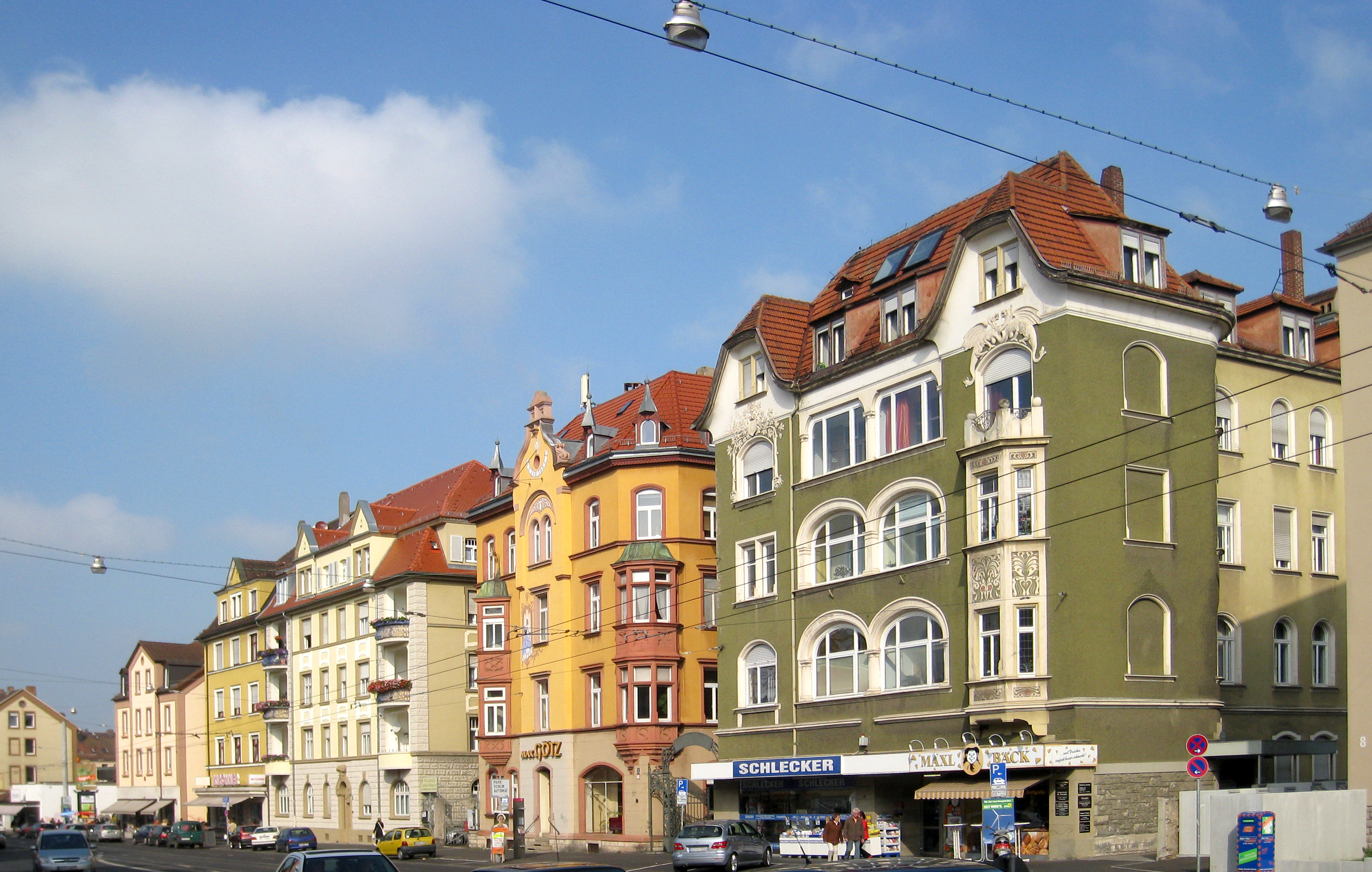
Frankfurter Straße in der Zellerau mit historischer Bebauung, 2008

Die intensive Bebauung der Zellerau durch die Nutzung ehemals für die Landwirtschaft genutzter Flächen begann nach dem Ersten Weltkrieg im Bereich Fröhlich-, Jäger- und Hartmannstraße.
In der Zellerau befinden sich zwei katholische Kirchen, heute in Pfarreiengemeinschaft. Die Pfarrei Heiligkreuz, die erste selbstständige Pfarrei der Zellerau, wurde im Jahr 1935 errichtet, nachdem 1934 die gleichnamige Kirche gebaut worden war.
Sie wurde von der Mutterpfarrei St. Burkard in zwei Schritten abgetrennt. Zunächst war am 1. Mai 1921 die Seelsorgsstelle St. Jakob in der Schottenangerkirche, der von Staat mietweise überlassenen ehemaligen Schottenkirche, für die Gläubigen der Zellerau eingerichtet worden; 14 Jahre später kam es nach zahlreichen Bemühungen zum Bau der neuen Kirche Heiligkreuz mit endgültiger Errichtung der eigenständigen Pfarrei.
Nachdem aufgrund der Flüchtlingsströme infolge des Zweiten Weltkrieges das Stadtviertel stark angewachsen war, wurde im Jahr 1954 für die äußere Zellerau die Kuratie St. Elisabeth eingerichtet und von der Pfarrei Heiligkreuz abgetrennt. 1955 wurde die neue Kirche St. Elisabeth geweiht und die vorherige Kuratio zur eigenen Pfarrei erhoben.
Als evangelische Gemeindekirche diente seit 1923 die unweit der Schottenangerkirche gelegene Deutschhauskirche. Zur Versorgung der Flüchtlingsströme wurde 1961 die Erlöserkirche (seit 1996 Denkmalschutz), ein Entwurf von Olaf Andreas Gulbransson, eröffnet. Als Kirchengemeinde 1965 verselbständigt und zwischendurch um Zell, Margetshöchheim und Erlabrunn erweitert, wurden letztere Orte pfarrlich zum 1. Januar 2011 verselbständigt und gleichzeitig der von der Sedanstraße bis zum Bürgerbräu reichende Gemeindeteil Erlöserkirche mit Deutschhauskirche zur Evangelisch-Lutherischen Kirchengemeinde Deutschhaus-Erlöser wiedervereinigt.
Nach dem Zweiten Weltkrieg als sozialer Brennpunkt gebrandmarkt, entwickelt sich die Zellerau dank guter Wohnraum- und Verkehrsinfrastruktur zu einem bevorzugten Stadtteil Würzburgs.
1968 wurde die Johannes-Foersch-Schule als zweite Schule für Lernbehinderte in der Zellerau eröffnet.
Die seit März 2010 gesperrte Zufahrtsstraße „Zeller Bock“ wurde am 21. April 2016 wieder für den Verkehr eröffnet.

## Bildung
- Mittelschule Zellerau, als Zellerauer Schule 1909 eröffnet[15]
- Grundschule Zellerau [Fanny-König-Grundschule (früher: Adalbert-Stifter-Volksschule) = Grundschule Friedrichstraße und Außenstelle Schorkstraße]
- Deutschhaus-Gymnasium
- Friedrich-Koenig-Gymnasium
- Christopherus-Schule
- Jakob-Stoll-Realschule
- Staatliche Feuerwehrschule Würzburg
- Elisabeth-Weber-Schule
- Friedensreich Hundertwasser-Schule (Schorkstraße), ehemaliges Sonderpädagogisches Förderzentrum Würzburg[16]

## Kultur
Die Talavera ist der große Festplatz von Würzburg, am östlichen Rand der Zellerau, am linken Ufer des Main, zwischen der Friedensbrücke und der Brücke der Deutschen Einheit.
Seit 1986 findet auf den Mainwiesen jährlich Ende Mai das 4-tägige Africa Festival statt. Es ist mit über 120.000 Besuchern pro Jahr das älteste und größte Afrika-Festival in Europa. Das zum Sommeranfang beginnende Musikfestival Umsonst und draußen findet ebenfalls auf den Talavera-Mainwiesen statt.
Im Jahr 1999 wurden durch den Pädagogen und langjährigen Rektor der Zellerauer Hauptschule Oskar Vogel (* 1941) die Zellerauer Kulturtage eingerichtet. 2017 wurden sie organisiert von Oskar Vogel, Gunther Schunk, Johannes Engels, Andy Sauerwein und Steffen Deeg.

## Sonstige Einrichtungen
In der Luitpoldstraße befindet sich eine Dienststelle des Bayerischen Landesamts für Gesundheit und Lebensmittelsicherheit (LGL).